# Wasserburg Lispenhausen
Die Wasserburg Lispenhausen ist eine im 16. Jahrhundert erbaute, gut erhaltene ehemalige Wasserburg in Lispenhausen, einem Stadtteil von Rotenburg a. d. Fulda im Landkreis Hersfeld-Rotenburg in Nordhessen. Die einstigen Wassergräben, die ihr Wasser aus der Hasel entnahmen, sind allerdings nicht mehr vorhanden.

## Lage und heutiger Zustand
Das Wohnhaus der Burg, noch heute das eindrucksvollste Gebäude im Ort, befindet sich im historischen Ortskern in der Nähe der Kirche, auf dem Gelände eines Landwirtschaftsbetriebs. Auf dem in Ost-West-Richtung aufgeführten zweigeschossigen massiven Unterbau von etwa 20 × 17 m Grundfläche ruhen ein Fachwerkobergeschoss im Stil der Renaissance und ein Dachgeschoss mit jeweils vier Giebelgauben auf jeder Seite des Satteldachs. Das Dachgeschoss ist an der östlichen Giebelseite ebenfalls in Fachwerk ausgeführt, auf der Gegenseite heute verschindelt. Der markante, sechseckige, etwa 5 m dicke Treppenturm an der östlichen Giebelseite wurde 1605 durch Adam von Trott angebaut; mit seiner Glockenhaube überragt er das Dach des Herrenhauses. Über dem Eingang zum Treppenturm befindet sich das Wappen der Familie Bartheld, die das Gebäude von 1640 bis 1848 in Besitz hatten, darunter der Hausspruch "In Deo mea consolatio, benedictum nomen Domini" (Gott ist mein Trost, gelobt sei der Name des Herrn).
Zur Burg gehörte das große Rittergut, das die Herren von Trott urkundlich bereits seit 1252 zur Hälfte und ab 1485 ganz als landgräflich-hessisches Lehen besaßen.

## Geschichte

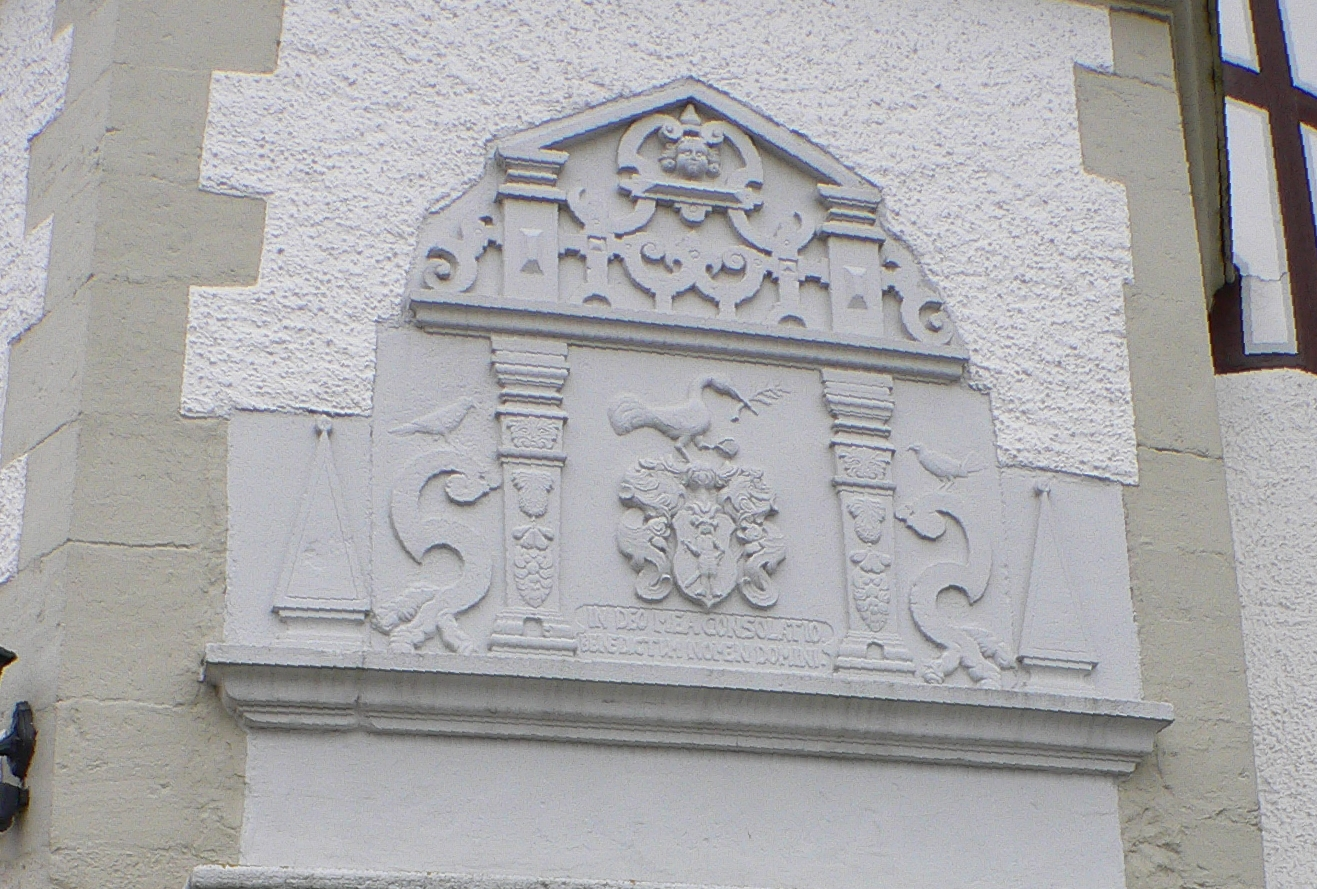
Wappenstein

Erbaut wurde die Wasserburg von den damals bereits in Solz, Imshausen und Schwarzenhasel begüterten Herren von Trott. Sie war wohl Ersatz für die Alte Burg Lispenhausen, die in der Folge aufgegeben wurde und verfiel. Die ersten bekannten Lehensinhaber des großen Freihofs in Lispenhausen waren die im Jahre 1252 als solche bekundeten Hermann von Trott, der die Lispenhausen’sche Linie der Herren von Trott begründete, und sein Bruder Berthold. 1261 war Hermann auch Burgmann auf der Boyneburg. Bis 1616 waren die Güter der Trott in Hessen, und somit auch Lispenhausen, meist Gesamtbesitz aller Linien des Geschlechts, aber im Jahre 1616 erhielt Werner von Trott Imshausen, Gunkelrode und Lispenhausen, während seine beiden jüngeren Brüder in Solz blieben. Werner von Trott residierte in Imshausen und war der Begründer der Imshäuser Linie. 1634 verkaufte er Gunkelrode gegen die Hälfte von Lispenhausen und 1640 tauschte er Lispenhausen gegen das Vorwerk Iba an Peter Bartheld (1609–1679), Hessen-Kasselscher Obrist und später Kommandant des landgräflichen Schlosses in Marburg, der 1641 von Landgräfin Amalie Elisabeth von Hessen-Kassel auch formell mit dem Freigut Lispenhausen belehnt wurde. Sein Sohn Anton (1660–1732) wurde am 28. November 1701 von Kaiser Leopold I., sein Sohn Johann Christian (1647–1714) am 12. Dezember 1712 von Kaiser Karl VI. geadelt. Die Familie von Bartheld besaß die Burg und das Rittergut Lispenhausen mehr als 200 Jahre lang bis zum Verkauf infolge Überschuldung im Jahre 1846. Nachbesitzer waren zunächst die Familie Hildebrandt und danach der Unternehmer August Lucius. 2014 wurde die ehemalige Wasserburg von Dieter E. Mergenthal erworben und von 2016 bis 2021 aufwendig saniert. Der Besitzer, Mitglied der Deutschen Burgenvereinigung, bietet nach Absprache Führungen durch das Objekt an.